# Here Comes the Rain Again
«Here Comes the Rain Again» — песня британского дуэта Eurythmics 1983 года и первый трек с их третьего студийного альбома Touch. Она была написана участниками группы Энни Леннокс и Дэвидом А. Стюартом и спродюсирована Стюартом. Песня была выпущена 13 января 1984 года в качестве третьего сингла с альбома в Великобритании и в США в качестве первого сингла.
Она стала вторым хитом Eurythmics, попавшим в топ-10 США, достигнув четвёртого места в Billboard Hot 100. «Here Comes the Rain Again» достиг восьмого места в UK Singles Chart, став их пятым синглом подряд, попавшим в топ-10 в их родной стране.

## Информация о песне
Стюарт объяснил Songfacts, что создание меланхоличного настроения в своих песнях — это то, в чём он преуспел. Он сказал: «'Here Comes the Rain Again' — это своего рода идеальная песня, в которой есть смесь вещей, потому что я играю си-минор, но затем я меняю её, чтобы вставить си-бекар (так в песне — ля минор), и поэтому создаётся ощущение, что этот минор приостановлен или мажор. Так что это довольно странный ход. И, конечно, с этого начинается вся песня, и вся песня была о неопределённости, о том, что вот-вот наступит депрессия или вот-вот наступит эта нисходящая спираль. Но затем она говорит: 'so talk to me like lovers'. Это блуждание в меланхолии и обратно, темная красота, которая как роза, которая темнее всего раскрывается и становится кроваво-красной перед тем, как сад умрет. И запечатлеть это в своего рода косвенных заявлениях и сентиментах».
Стюарт также сказал, что он и Леннокс написали песню, остановившись в отеле Mayflower в Нью-Йорке. Это был пасмурный день, и Стюарт играл «меланхоличные аккорды ля минор с нотой си» на своей клавиатуре Casio. Леннокс подошел, посмотрел в окно на серое небо и горизонт Нью-Йорка и спонтанно спел: «Here comes the rain again». Дуэт отработал остальную часть песни на основе этого настроения.
Струнные аранжировки Майкла Кэймена были исполнены членами Британского филармонического оркестра. Однако из-за ограниченного пространства в студии, церкви, музыкантам пришлось импровизировать, записывая свои партии в других частях студии. Затем песня была смикширована путем смешивания оркестровых треков поверх оригинальной синтезированной фоновой дорожки.
В действительности длительность «Here Comes the Rain Again» составляет около пяти минут и была отредактирована на альбоме «Touch» (затухая примерно на четырёх с половиной минутах). Хотя она была отредактирована ещё больше для своего сингла и видео-релиза, многие американские радиостанции играли её полную версию. Полная пятиминутная версия не появлялась ни на одном альбоме Eurythmics до американского издания «Greatest Hits» в 1991 году.
Cash Box сказал, что «Леннокс звучит знакомо знойно и тонко, в то время как минорная композиция Дэйва Стюарта пронизана пиццикато струнных и звонкой, открытой аккордовой гитарной работой».
В Великобритании сингл стал пятым хитом Eurythmics в Топ-10, достигнув восьмой позиции. Это был второй хит дуэта, вошедший в десятку лучших в США, достигнув четвёртого места в марте 1984 года.

## Музыкальный видеоклип
Музыкальный видеоклип, в котором снялись Энни Леннокс и Дэйв Стюарт, было снято Стюартом, Джонатаном Гершфилдом и Джоном Роузманом в декабре 1983 года, за месяц до выхода сингла. Видео начинается с пролетающего воздушного кадра Олд-Ман-оф-Хой на острове Хой на Оркнейских островах, а затем переходит к Леннокс, идущей вдоль скалистого берега и вершины скалы. Позже она исследует заброшенный коттедж, одетая в ночную рубашку и держа фонарь. Стюарт преследует её с видеокамерой. Во многих сценах они снимаются отдельно, а затем накладываются в один кадр.

## Список композиций
7"
- A: «Here Comes the Rain Again» (edited) — 3:50
- B: «Paint a Rumour» (edited) — 4:00

12"
- A: «Here Comes the Rain Again» (full version) — 5:05
- B1: «This City Never Sleeps» (live, San Francisco '83) — 5:30
- B2: «Paint a Rumour» (full version)* — 8:00

Другие варианты
- «Here Comes the Rain Again» (Freemasons Vocal Mix) — 7:17
- «Here Comes the Rain Again» (Freemasons Radio Edit) — 4:41

## Позиции в чартах

### Оригинальный релиз
| Чарт (1984)                                | Наивысшая позиция |
| ------------------------------------------ | ----------------- |
| Canadian Adult Contemporary Chart          | 7                 |
| Canadian Singles Chart                     | 8                 |
| Dutch Singles Chart                        | 33                |
| French Singles Chart                       | 33                |
| German Singles Chart                       | 14                |
| Irish Singles Chart                        | 8                 |
| New Zealand Singles Chart                  | 32                |
| Norwegian Singles Chart                    | 10                |
| Swedish Singles Chart                      | 20                |
| Swiss Singles Chart                        | 19                |
| UK Singles Chart                           | 8                 |
| U.S. Billboard Hot 100                     | 4                 |
| U.S. Billboard Adult Contemporary Chart    | 6                 |
| U.S. Billboard Dance/Club Play Songs Chart | 4                 |

### Перевыпуск 1991 года
| Чарт (1991)          | Наивысшая позиция |
| -------------------- | ----------------- |
| French Singles Chart | 92                |